# 玛丽·特蕾莎·芭拉
瑪麗·特蕾莎·芭拉（英語：Mary Teresa Barra；1961年12月24日—）是一名美國企業家，於2014年1月14日起擔任美國通用汽車公司執行長。她不但為通用汽車公司首位女性執行長，也是國際主要汽車製造商中第一位擔任此職位的女性。芭拉之前曾經擔任該公司的全球商品發展、採購和供應鏈部副行政總裁，而當前任行政總裁丹尼爾·埃克森宣布辭職後，該公司便在2013年12月10日提名她出任新任通用汽車公司行政總裁。

## 生平
芭拉的全名是瑪麗·特蕾莎·芭拉，她的父親曾在龐蒂克公司擔任模具工人長達39年。她曾在通用汽車學院（General Motors Institute；現已改稱為凱特靈大學）修讀電機工程並因此獲得了理學士頭銜，隨後她也於1988年因獲得通用汽車公司的獎學金而前往史丹福商學研究院就讀，並最終在1990年獲得由該校頒發的工商管理碩士頭銜。
芭拉在1980年（她18歲的時候）開始於通用汽車公司任職工讀生，隨後亦曾擔任各種各樣的工程和管理工作，包括在底特律/哈特勒姆克組裝廠內任職經理一職。2008年2月，芭拉開始成為全球工業製造部副總裁，並在2009年7月晉升為全球人力資源部副總裁，接著更於2011年2月再度晉升為全球商品發展部副行政總裁。不久該職位的管理範圍延展至設計部分，而她在任職期間也曾減少公司內的汽車製造平台數目，隨後該職位的管理範疇更於2013年8月延伸至全球採購和供應鏈部分。2013年末，該公司的前任行政總裁丹尼爾·埃克森宣布辭職，最終她在2014年1月15日接替丹尼爾成為通用汽車公司首位女性行政總裁。另一方面，美國福布斯雜誌曾在2012年公佈芭拉在該年的全球最具權力女性排行榜中位列第41位，而這排名在2013年更上升至第35位。

## 個人生活
芭拉的父母均為芬蘭移民。此外，她成長後亦與在凱特靈大學就讀時認識的顧問安東尼·巴拉（Anthony Barra）結婚，他們共育有2名孩子並一起在底特律近郊的北鎮（英語：Northville）居住。另一方面，芭拉也曾表示她喜愛的汽車是雪佛蘭科邁羅（英語：Chevrolet Camaro）和龐蒂克火鳥。